# Daniel D. Pratt
Daniel Darwin Pratt, född 26 oktober 1813 i Palermo, Massachusetts (nuvarande Maine), död 17 juni 1877 i Cass County, Indiana, var en amerikansk republikansk politiker. Han representerade delstaten Indiana i USA:s senat 1869-1875.
Pratt utexaaminerades 1831 från Hamilton College. Han flyttade 1832 till Indiana och arbetade först som lärare. Han studerade sedan juridik och inledde 1836 sin karriär som advokat i Indiana.
Pratt valdes 1868 till USA:s representanthus. Innan han hann tillträda som ledamot av representanthuset valdes han dock till senaten. Han efterträdde Thomas A. Hendricks som senator 4 mars 1869. Efter sin tid som senator tjänstgjorde han som chef för skattemyndigheten Internal Revenue Service 1875-1876.
Pratt var unitarier och frimurare. Hans grav finns på Mount Hope Cemetery i Logansport.